# Přirozená hranice
Přírodní či přirozená hranice (zpravidla mezi dvěma státy) je taková hranice, která je vyznačena zřetelnými liniemi v terénu, jako jsou horské hřebeny, řeky, mořské pobřeží či jezera apod.